# Francesc Sàbat Montserrat
Francesc Sàbat Montserrat (Sant Sadurní d'Anoia, Alt Penedès, 1946) és un alpinista, viatger, geòleg i professor universitari català.
Després d'estudiar enginyeria electrònica, va canviar els seus interessos per dedicar-se a la geologia. Va marxar amb la seva parella al Pirineu, on es va fer càrrec d'un refugi de muntanya durant gairebé una dècada. Ha exercit de professor de la Universitat de Barcelona. Com a enginyer tècnic també va treballar a TVE.
Pel que fa al seu vessant com a alpinista, ha estat membre del Club Excursionista Pirenaic, del Centre Excursionista de Catalunya i del Grup d'Alta Muntanya Espanyol (GAME). Ha fet nombroses escalades als Pirineus, entre les quals cal esmentar la primera hivernal als seracs del Petit Vinhamala, la segona hivernal al corredor de Gaube del Vinhamala i la primera estatal a l'esperó dels Esparrets al Mont Perdut. Participà en expedicions a l'Alpamayo, als Andes del Perú (1972); a l'Atles (1973); al Saraghar, a l'Hindu Kush (1975, 1977), i en el primer intent català de l'Everest (1982). Com a geòleg ha fet campanyes, a més a més de l'Antàrtida, al Pirineu, a les Balears, al desert d'Atacama, a Xile, i al nord de l'Argentina, a Cuba, o a l'Iran, entre d'altres.